# Rada wyspy (Saba)
Rada wyspy Saby (ang. Island Council of Saba) – organ ustawodawczy holenderskiego terytorium zamorskiego – Saby. Składa się z pięciu deputowanych wybieranych na czteroletnią kadencję. Rada wyspy powołuje komisarzy zasiadających w radzie wWykonawczej. Przewodniczącym rady wyspy jest gubernator. 

## Deputowani do rady wyspy
| Zdjęcie | Imię i nazwisko   | Partia polityczna             |
| ------- | ----------------- | ----------------------------- |
|         | Carl Buncamper    | Ruch Ludowy Wysp Nawietrznych |
|         | Eviton Heyliger   | Ruch Ludowy Wysp Nawietrznych |
|         | Vito Charles      | Ruch Ludowy Wysp Nawietrznych |
|         | Hemmie van Xanten | Ruch Ludowy Wysp Nawietrznych |
|         | Esmeralda Johnson | Ruch Ludowy Wysp Nawietrznych |